# البرسة
البرسة قرية سورية تتبع ناحية مركز معرة النعمان في منطقة معرة النعمان في محافظة إدلب.تقع على الطريق الواصل بين معرة النعمان  و بلدة ابوظهور يوجدفي القرية مدرسة ثانوية واعدادية وابتدائية بلغ عدد سكانها 1614 نسمة في عام 2004 وينتمي سكانها إلى عشيرة الموالي العريقة  إحصاء المكتب المركزي للإحصاء.